# Challenge Bell 1999
Challenge Bell 1999 — тенісний турнір, що проходив на закритих кортах з килимовим покриттям Club Avantage Multi-Sports у Квебеку (Канада). Належав до турнірів 3-ї категорії в рамках Туру WTA 1999. Це був 7-й турнір Challenge Bell, і тривав з 1 до 7 листопада 1999 року. Дженніфер Капріаті здобула титул в одиночному розряді.

## Переможниці та фіналістки

### Одиночний розряд
Дженніфер Капріаті —  Чанда Рубін, 4–6, 6–1, 6–2
- Для Капріаті це був 2-й титул за сезон і 8-й — за кар'єру.

### Парний розряд
Емі Фрейзер /  Каті Шлукебір —  Кара Блек /  Деббі Грем, 6–2, 6–3
- Для Фрейзер це був єдиний титул за сезон і 4-й — за кар'єру. Для Шлукебір це був єдиний титул за сезон і 1-й — за кар'єру.